# Sémaphore de Messanges
Le sémaphore de Messanges est une tour de surveillance de la Marine Nationale située sur le territoire de la commune de Messanges, dans le département français des Landes.

## Présentation
Le sémaphore est construit en 1993 et inauguré en 1994. Il a pour mission principale la surveillance de l'espace maritime. Il assure également la surveillance de la forêt des Landes dans le cadre de la prévention des incendies de forêt.
Les sémaphores remplissant les mêmes missions les plus proches sont le sémaphore de Socoa au sud et celui du Cap Ferret au nord.
Le service du sémaphore est assuré du lever au coucher du soleil.

## Missions principales[1]
La mission principale du sémaphore est la surveillance de l'espace maritime, mais également terrestre et aérien, de Contis à Capbreton.
Il a la capacité de détecter et d'assister des navires en difficulté se présentant dans sa zone de surveillance. Dans le même temps, il veille également au bon respect des règles maritimes.
Dans le cadre de la prévention des incendies de forêt, les guetteurs du sémaphore surveillent également l'état de la forêt et sont en lien direct avec le service départemental d'incendie et de secours des Landes (SDIS).
Par sa présence sur la côte, le sémaphore joue aussi le rôle de station météorologique.

## Autres rôles
Le sémaphore porte des antennes des réseaux cellulaires en 2G/3G/4G pour Bouygues, SFR et Orange.

## Galerie

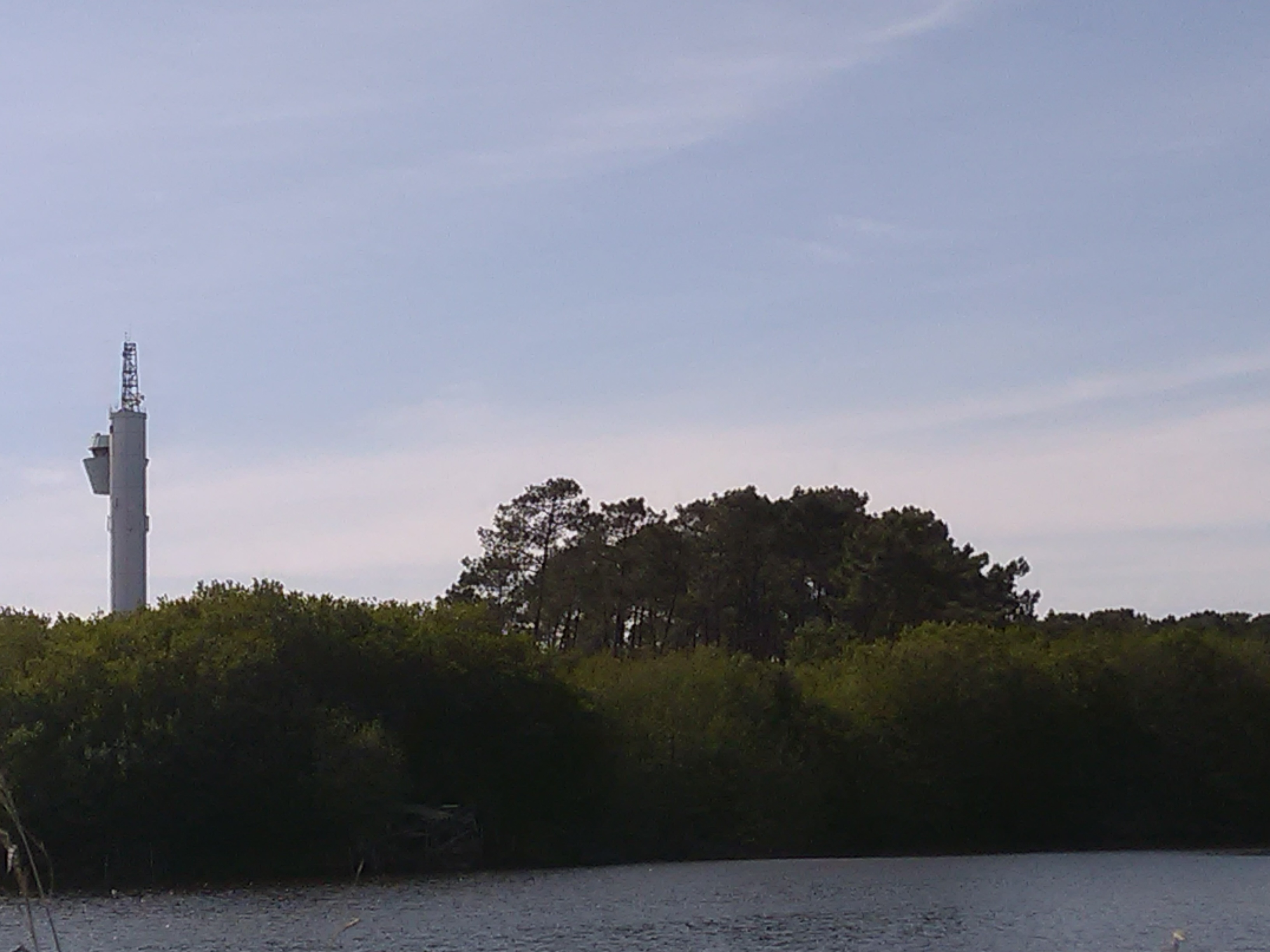
Vue du sémaphore de Messanges depuis les berges de l'étang de Moïsan.